# バレーボールドイツ男子代表
バレーボールドイツ男子代表（バレーボールドイツ だんしだいひょう）は、バレーボールの国際大会で編成されるドイツの男子バレーボールナショナルチームである。
1990年のドイツ再統一の際に西ドイツが東ドイツを編入した経緯があるため、西ドイツ代表の記録が現ドイツ代表の記録に引き継がれている。東ドイツ代表は現在のドイツ代表および西ドイツ代表とは別のものとして扱うのが一般的である。
東ドイツ代表に関してはバレーボール東ドイツ男子代表を参照。

## 歴史
1957年に国際バレーボール連盟へ加盟。国際大会出場が少なかった西ドイツ時代は、特に目立った成績を残しておらず、3度出場した世界選手権は1956年世界選手権の12位が最高位、オリンピックは開催国として出場した1972年ミュンヘンオリンピックに1度出場しただけである。1990年に統一ドイツチームとなってからは、欧州選手権で2大会連続（1991年、1993年）4位、1994年世界選手権で9位となった。
その後もしばらく低迷の時期が続いたが、近年は自国プロリーグ・ブンデスリーガのレベルが上がり、更にレベルの高い欧州のプロリーグでプレーする選手も増えて有望な選手が育つようになり、12年ぶりに出場した2006年世界選手権で9位と健闘し、FIVBランキングを前回の32位から14位へと大きく浮上させた。2008年には世界最終予選を勝ち抜き、36年ぶり2回目となる北京オリンピック出場を果たした。その後も2010年バレーボール男子世界選手権で初のベスト8入りを果たすとロンドン五輪予選で強豪のキューバに競り勝ち2大会連続の出場を決めた。
2014年9月に開催された2014年世界選手権では、決勝ラウンドまで勝ち残り、準決勝では地元ポーランドに敗れるも、3位決定戦では3次ラウンドでストレート負けを喫したフランス相手に逆にストレート勝ちし、雪辱を果たすとともに、チーム史上最高位となる銅メダルを獲得した。
3年後の2017年欧州選手権にて、最後はロシア代表に敗れるものの、予選リーグでイタリア、準決勝でセルビアを破りチーム最高位となる準優勝を記録。その後は国際大会での低迷が続いたものの、ブラジル・リオデジャネイロで行われた2023年ワールドカップPool Aにて地元ブラジル、イタリアを破り全勝でパリ五輪出場を決定している。

## 過去の成績

### オリンピックの成績
| - 1964年 - 不出場 - 1968年 - 不出場 - 1972年 - 11位 - 1976年 - 不出場 - 1980年 - 不出場 - 1984年 - 不出場 | - 1988年 - 不出場 - 1992年 - 最終予選敗退 - 1996年 - 不出場 - 2000年 - 不出場 - 2004年 - 欧州予選敗退 - 2008年 - 9位 | - 2012年 - 5位 - 2016年 - 欧州予選敗退 - 2020年 - 欧州予選敗退 - 2024年 - 6位 |

### 世界選手権の成績
| - 1949年 - 不参加 - 1952年 - 不参加 - 1956年 - 12位 - 1960年 - 不出場 - 1962年 - 不出場 - 1966年 - 20位 - 1970年 - 不出場 | - 1974年 - 不出場 - 1978年 - 不出場 - 1982年 - 不出場 - 1986年 - 13位 - 1990年 - 不出場 - 1994年 - 9位 | - 1998年 - 欧州予選敗退 - 2002年 - 欧州予選敗退 - 2006年 - 9位 - 2010年 - 8位 - 2014年 - 銅メダル - 2018年 - 欧州予選敗退 - 2022年 - 15位 |

### ワールドカップの成績
1965年・1977-89年・1995年-2019年まで出場なし。
- 1969年 - 10位
- 1991年 - 7位
- 2023年 - Pool A 1位(パリ五輪出場決定)

### 欧州選手権の成績
1948-55年出場無し。
| - 1958年 - 19位 - 1963年 - 15位 - 1967年 - 18位 - 1971年 - 16位 - 1981年 - 11位 - 1989年 - 11位 - 1991年 - 4位 - 1993年 - 4位 - 1995年 - 8位 - 1997年 - 10位 | - 2001年 - 9位 - 2003年 - 7位 - 2005年 - 予選敗退 - 2007年 - 5位 - 2009年 - 6位 - 2011年 - 15位 - 2013年 - 6位 - 2015年 - 8位 - 2017年 - 準優勝 - 2019年 - 8位 | - 2021年 - 5位 - 2023年 - 9位 |

### ワールドリーグ・ネーションズリーグの成績
| - 1990年・1991年 - 不参加 - 1992年 - 12位 - 1993年 - 8位 - 1994年 - 10位 - 1995年～ 2000年 -不参加 - 2001年 - 13位 - 2002年 - 9位 - 2003年 - 10位 - 2004年～2009年 -不出場(予選敗退) - 2010年 - 9位 | - 2011年 - 11位 - 2012年 - 5位 - 2013年 - 7位 - 2014年 - 16位 - 2015年 - 棄権 - 2016年 - 26位 - 2017年 - 27位 - 2018年 - 9位 - 2019年 - 14位 - 2021年 - 13位 | - 2022年 - 12位 - 2023年 - 11位 - 2024年 - 11位 |

## 現在の代表選手
- 2024年パリオリンピックの代表メンバー

| No. | 選手名                 | 身長 | 所属                               | ポジション | 備考       |
| 1   | クリスティアン・フロム | 204  | ラピッド・ブカレスト               | OH         |            |
| 5   | モリッツ・ライヒェルト | 195  | モンペリエ・バレー                 | OH         |            |
| 6   | ヨハネス・ティレ       | 184  | ベルリン・リサイクリング・バレーズ | S          |            |
| 9   | ギョルギ・グロゼル     | 200  | アルカス・イズミル                 | OP         |            |
| 10  | ユリアン・ツェンガー   | 190  | パッラヴォーロ・パドヴァ           | L          |            |
| 11  | ルーカス・カンパ       | 193  | トレフル・グダンスク               | S          | キャプテン |
| 12  | アントン・ブレーメ     | 206  | ヤストシェンスキ・カーボン         | MB         |            |
| 13  | ルーベン・ショット     | 192  | ベルリン・リサイクリング・バレーズ | OH         |            |
| 14  | モリッツ・カーリツェク | 191  | AZSオルシュティン                  | OH         |            |
| 21  | トビアス・クリック     | 213  | ベルリン・リサイクリング・バレーズ | MB         |            |
| 22  | トビアス・ブラント     | 195  | プロジェクト・ワルシャワ           | OH         |            |
| 25  | ルーカス・マーゼ       | 212  | ショーモンVB                       | MB         |            |

## 歴代代表選手
- シュテファン・ヒュブナー
- クリスティアン・パンペル
- マルクス・ポップ
- ビョルン・アンドレ
- シモン・ティッシャー
- ヨッヘン・ショップス
- ギョルギ・グロゼル
- ロベルト・クロム
- マックス・ギュンター
- マルクス・ベーメ
- ルーカス・カンパ
- セバスチャン・シュワルツ
- クリスティアン・フロム
- デニス・カリベルダ
- シモン・ヒルシュ
- ルーベン・ショット
- ノア・バックファイラー